# استان آروشا
استان آروشا یکی از استان‌های  کشور تانزانیا می‌باشد و شهر آروشا نیز مرکز این استان بوده و یکی از بزرگترین شهرهای این استان می‌باشد.
سایر شهرهای این استان عبارتند از ماندولی در غرب آروشا، لونگیدو و لولیوندو در شمال، امتو وا امبو در غرب، و رود یو‌اس‌ای که در غرب این منطقه می‌باشند.
بر پایه نتایج سرشماری عمومی نفوس و مسکن که در سال ۲۰۰۲ توسط دولت تانزانیا انجام شد جمعیت این استان بالغ بر ۱٬۲۹۲٬۹۷۳ نفر اعلام شده‌است.
بیشتر مردم این استان به زبانهای قبیله‌ای خودشان از جمله زبان سواحیلی سخن می‌گویند. همچنین تعداد زیادی از مردم استان به زبان انگلیسی نیز حرف می‌زنند.
قوم ماسایی نیز به عنوان با نفوذترین قبیله در این منطقه محسوب می‌شوند.
استان آروشا یکی از مقاصد محبوب گردشگران داخلی و خارجی نیز می‌باشد.

## شهرستانها
استان آروشا به چند شهرستان تقسیم شده‌است:

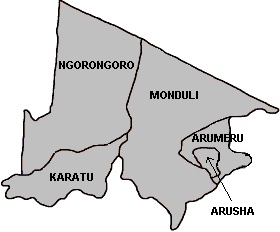
شهرستان‌های تابعه استان آروشا

- شهرستان انگورونگورو
- شهرستان آروشا
- شهرستان کاراتو
- شهرستان ماندولی
- شهرستان لانگیدو
- شهرستان آرومرو